# Nagy Gyula (ügyvéd)
Nagy Gyula, 1881-ig Neufeld (Klacsán, Turóc megye, 1858. január 10. – Bad Nauheim, Hessen, 1922. augusztus 1.) ügyvéd, a New-York életbiztosító-társaság igazgatója.

## Élete
Neufeld Ábrahám kereskedő és Müller Eszter fia. A gimnázium három osztályát Rózsahegyen és Zsolnán, a IV. osztálytól kezdve a budapesti királyi katolikus gimnáziumban, jogi tanulmányait az itteni egyetemen végezte. 1887-ben szerezte ügyvédi oklevelét. Ugyanazon évben belépett a budapesti New-Yorkhoz, amelynek igazgatója volt. 1881-ben Neufeld családi nevét Nagyra változtatta.
A Saissy Amadée által szerkesztett Gazette de Hongrie lapnál 1880-ban kezdett közreműködni, és a vezércikkek legnagyobb részét ő írta, Berczik és Mikszáth műveiből (Bede Anna tartozása, A jó palócok stb.) fordított a lap számára. 1887-ben átvette a lapot, és azt Gazette de Hongrie et Revue d’Orient címmel két évig szerkesztette és kiadta (Strausz Adolf társaságában). 1884-ben a párizsi Evenement-nek küldött politikai tartalmú leveleket. A szentpétervári büntetőjogi kongresszus alkalmából az igazságügyi minisztérium megbízásából franciára fordította Balogh Jenő jelentését a magyarországi javítóintézetekről.